# Sibila Délfica (mitología)

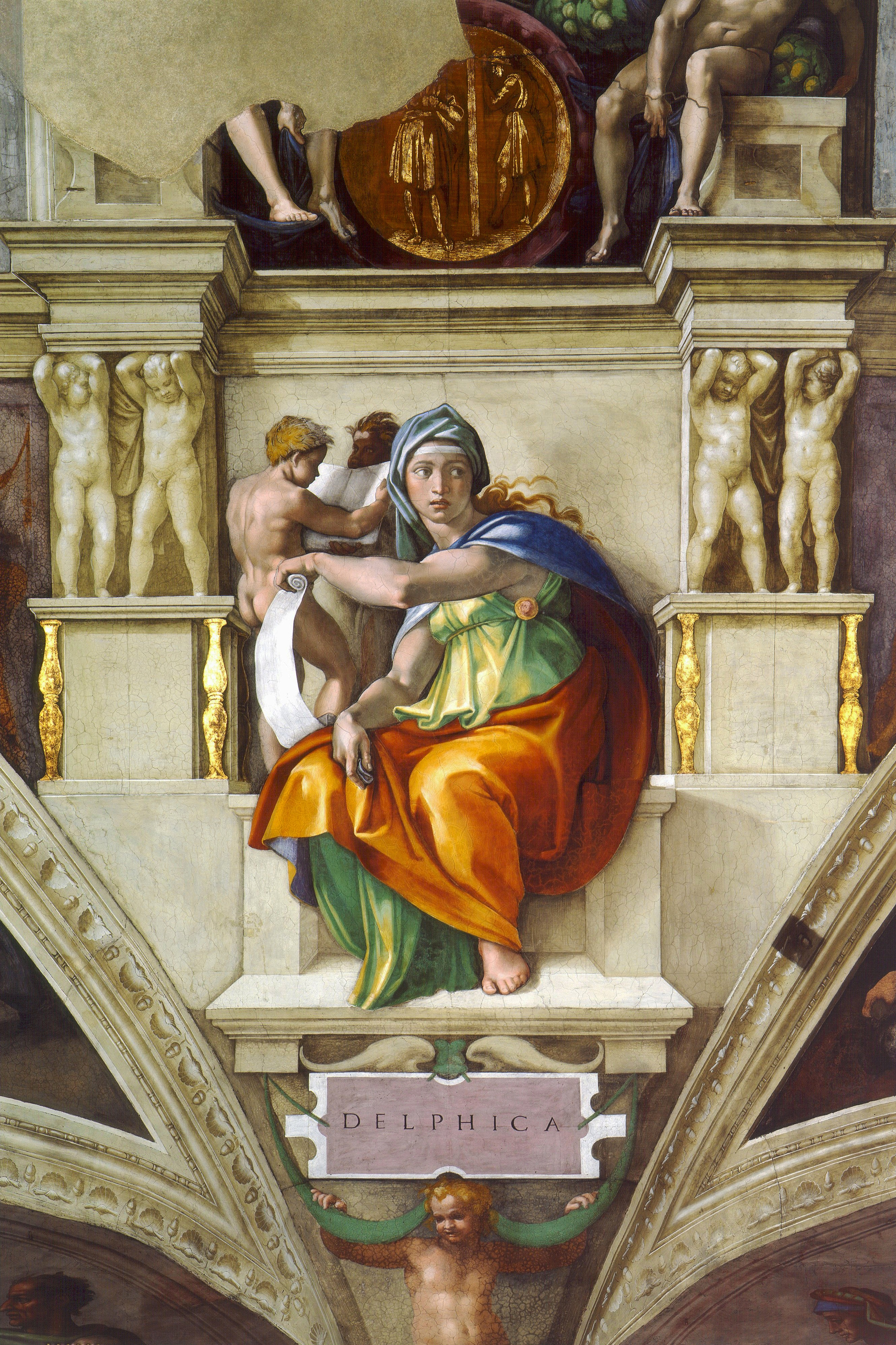
La sibila délfica representada por Miguel Ángel en la Capilla Sixtina.

La sibila délfica o sibila de Delfos era una sacerdotisa profética, una de las cinco sibilas más importantes de la cultura grecorromana.
Según Pausanias, esta sibila vivió antes de la Guerra de Troya (hacia el siglo XI a. C.). Pausanias (siglo II d. C.) escribió sobre ella historias que había escuchado localmente. La Sibila habría sido anterior a la verdadera Pitia, el oráculo y sacerdotisa de Apolo, que se originó alrededor del siglo VIII a. C.
Había varias mujeres proféticas llamadas Sibilas y figuras masculinas llamados Bakis en el mundo grecorromano. La Sibila más famosa se encontraba en Cumas y el Bakis más famoso en Beocia.
Pausanias afirmó que la Sibila «nació entre el hombre y la diosa, hija de monstruos marinos y una ninfa inmortal». Dijo que la Sibila vino de la Tróade a Delfos antes de la Guerra de Troya, «enojada con su hermano Apolo», se demoró por un tiempo en Samos, visitó a Claros y Delos, y murió en la Tróade, después de sobrevivir a nueve generaciones de hombres. Después de su muerte, se dijo que se convirtió en una voz errante que aún traía a los oídos de los hombres noticias del futuro envueltas en acertijos oscuros.